# Eero Saksman
Eero Antti Saksman (né le 15 février 1962 à Kiuruvesi) est un mathématicien finlandais, docteur en philosophie. Il est professeur de mathématiques à l'Université d'Helsinki,.

## Formation
Eero Saksman est ancien élève de l'école secondaire supérieure de Kiuruvesi (1981). Il étudie à l'Université d'Helsinki et  obtient un baccalauréat en philosophie (1987), une licence (1988) et un doctorat (1994). Sa thèse de doctorat (1994) a pour titre en anglais : Weak compactness and weak essential spectra of elementary operators. Il est professeur à l'Université d'Helsinki depuis 1995.

## Biographie
Saksman est enseignant et chercheur à l'Université d'Helsinki (1986-1995), il est chercheur junior et senior à l'Académie de Finlande à plusieurs reprises (1995-2000), également  assistant principal en mathématiques à l'université de Jyväskylä (1996-1997) et  assistant en mathématiques à l’Université d’Helsinki (1998-2001). Avant d'être professeur à Helsinki (2007-2009), il a été professeur de mathématiques appliquées à l'université technologique de Tampere (2001-2002) et professeur de mathématiques à l'université de Jyväskylä (2002-2007).
Il est marié à l'écrivaine Katri Tapola (fi) et a un fils.

## Prix et distinctions
Il est lauréat du  prix de thèse de doctorat Nevanlinna  (1994) et du prix Väisälä de l'Académie finlandaise des sciences et des lettres (2007), du prix Lorenz-Lindelöf en 2013, du prix Ehrnrooth en 2018.
Il est conférencier invité au congrès européen de mathématiques de 2024 à Séville (titre de sa communication : Gaussian multiplicative chaos in random geometry and analytic number theory).
Il est membre de l'Académie finlandaise des sciences depuis 2007 et son président en 2024